# All the Things She Said
All the Things She Said (deutsch „All die Dinge, die sie sagte“) ist ein Lied des russischen Popduos t.A.T.u., das 2002 als Single aus ihrem englischsprachigen Debütalbum 200 km/h in the Wrong Lane ausgekoppelt wurde. Der Song wurde zum erfolgreichsten ihrer Karriere und verhalf ihnen zum internationalen Durchbruch.
Das Stück ist die englische Version des russischen Titels Ja soschla s uma (Я сошла с ума) und war die erste Single einer russischen Musikgruppe, die in Großbritannien und Australien in die Charts einstieg, wo sie sich vier Wochen lang auf Platz eins hielt. In Deutschland und Österreich war das Lied 2003 die erfolgreichste Single ausländischer Interpreten. Das Stück wurde weltweit mehrfach mit Gold und Platin ausgezeichnet. Insgesamt verkaufte sich All the Things She Said über sechs Millionen Mal und erreichte in zwölf verschiedenen Ländern die Spitzenposition der Charts.

## Entstehungsgeschichte

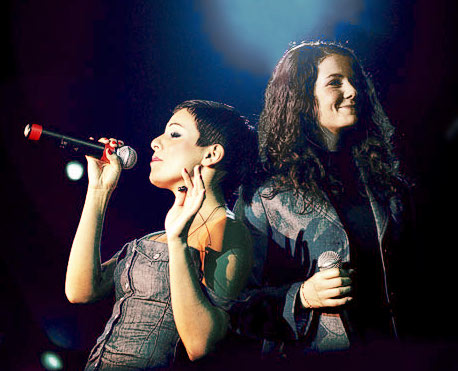
t.A.T.u. bei einem Auftritt im Oktober 2005 in Moskau

Den Liedtext verfassten Trevor Horn und Martin Kierszenbaum in Anlehnung an Ja soschla s uma. Da Sergio Galoyan, Jelena Kiper und Waleri Poljenko den Text der russischen Version des Liedes geschrieben hatten, werden sie im Albumbooklet und auf der Liedsingle aber ebenfalls als Verantwortliche für den Text erwähnt. Ebenfalls genannt wird t.A.T.u.s damaliger Manager Iwan Nikolajewitsch Schapowalow, der Horn und Kierszenbaum die Bedeutung der russischen Worte erklärte, sodass diese eine englische Übersetzung anfertigen konnten. Es handelt sich allerdings nicht um eine identische Übersetzung der russischen Version ins Englische. Demoaufnahmen mit dem Refrain „I have lost my mind! I need her“ (dt.: „Ich habe meinen Verstand verloren! Ich brauche sie“), also dem russischen Originaltext, wurden eingesungen, dann aber verworfen. Ebenfalls aufgenommen wurden Demos mit dem Refrain „I’m going mad! She is in my head“ (dt.: „Ich werde verrückt! Sie ist in meinem Kopf“).
Die Plattenfirmen Interscope Records und Universal Music veröffentlichten die Single am 18. August 2002 in Europa. t.A.T.u. hatten zuvor bereits vier Singles in Russland veröffentlicht, diese jedoch allesamt in russischer Sprache. All the Things She Said war somit die erste englischsprachige Veröffentlichung des Duos, sowohl als Single als auch im Zuge eines Albums. Produzent der Single war Trevor Horn; Iwan Schapowalow übernahm die Regie beim Videodreh.

## Komposition
Musikalisch betrachtet ist All the Things She Said ein mittelschnelles Pop-Rock-Lied, das von Elementen aus Electronica, Europop, R ’n’ B und Hard Rock beeinflusst wird. Das Stück weist langsame 90 bpm auf und beginnt mit einem träumerischen, von Synthesizern getragenen Intro. Mit dem ersten Refrain entwickelt das Lied einen von Gitarren getragenen Pop-Rock-Stil unter Verwendung von starken Schlagzeugklängen. Die Passagen zwischen dem Refrain sind geprägt von seichterem R ’n’ B. Der Musikkritiker Stephen Thomas Erlerwine von Allmusic attestierte All the Things She Said einen „harten Europop“. Das Lied unterscheidet sich grundlegend von der russischen Version, die deutlich mehr Elemente elektronischer Musik enthält.
Der Liedtext handelt von einem Mädchen (Wolkowa), das sich in ein anderes Mädchen (Katina) verliebt hat, und deswegen von ihren Mitmenschen verurteilt wird („They say it’s my fault / but I want her so much“, dt.: „Sie sagen es ist meine Schuld / aber ich will sie so sehr“). Ferner wird auch der unternommene Versuch behandelt, die füreinander gehegten Empfindungen zu unterdrücken („Closing my eyes / but I can’t block you out“, dt.: „[Ich] schließe meine Augen / aber ich kann dich nicht ausblenden“), sowie der Gedanke, gemeinsam auszureißen: „Wanna fly to a place where it’s just you and me / Nobody else so we can be free“ (dt.: „[Ich] will zu einem Platz fliegen, wo nur du und ich sind / Niemand sonst, sodass wir frei sein können“). Inhaltlich unterscheidet sich All the Things She Said nicht von der russischen Version, auch wenn einige textliche Änderungen vorgenommen wurden.

## Musikvideo und Kontroversen
Der Erfolg der Single wurde maßgeblich durch das zum Lied gehörende Musikvideo mitbestimmt. In diesem sieht man die beiden mit katholischen Schuluniformen bekleideten Sängerinnen einander innig küssen, während eine hinter einem Maschendrahtzaun stehende Menschenmenge ihnen dabei staunend und entsetzt zuschaut und sie argwöhnisch betrachtet. Der Liedtext unterstreicht die Situation der beiden Mädchen, die Hilflosigkeit, Angst und Orientierungslosigkeit empfinden. Mit der Zeit akzeptieren beide aber ihre Gefühle zueinander und gestehen diese offen ein. Zum Schluss gehen die beiden Protagonistinnen Hand in Hand fort, weg von der Menschenmenge und dem Sonnenaufgang entgegen. Die Menschenmenge bleibt hingegen hinter dem Zaun stehen, wodurch verdeutlicht werden soll, dass nicht die beiden Mädchen eingesperrt sind, sondern die Menschen in ihren Denkmustern gefangen sind.
Katina und Wolkowa beantworteten Fragen zu ihrem Verhältnis zueinander häufig ausweichend oder widersprüchlich, gaben mit der Zeit in Interviews aber vermehrt an, nicht lesbisch zu sein. 2005 sagte Jelena Katina:

„Unser erstes Video handelte von der Liebe zwischen zwei Mädchen. Liebe, einfach nur Liebe. Wir behaupten nicht, Lesben zu sein, wir haben nie gesagt, das zu sein.“

Das Musikvideo hatte bereits zwei Jahre zuvor in Russland für viel Aufregung gesorgt, und vor allem in Großbritannien, wo zum Zeitpunkt der Veröffentlichung eine Debatte über Pädophilie im Gange war, schlug das Video der beiden Minderjährigen hohe Wellen. Viele Musikkritiker bezeichneten das angeblich lesbische Verhältnis zwischen den beiden Hälften des Duos als wichtigen Grund für t.A.T.u.s Erfolg.
Für das Musikvideo zu All the Things She Said wurde zu dem Video zu Ja soschla s uma die englische Version des Liedes eingespielt, die Gesangsszenen wurden allerdings am 1. Juli 2002 in Moskau neu gedreht. Dazu wurde die im Video sichtbare Mauer neu errichtet, da diese in der Zeit zwischen den beiden Videodrehs bereits wieder abgebaut worden war. Der im Video vorkommende Metallzaun ist hingegen in beiden Musikvideos derselbe.

## Rezeption

### Auszeichnungen
Im Oktober 2004 zeichnete die BMI die Komponisten des Liedes, darunter Iwan Schapowalow und Jelena Kiper, mit dem BMI Pop Award aus. Die BMI ehrt mit diesem Preis alljährlich die erfolgreichsten Songwriter und 2004 damit erstmals auch Komponisten aus Russland. Die BMI schätzt, dass All the Things She Said im Jahre 2003 weltweit rund zwei Millionen Mal im Radio gespielt wurde.

### Kritiken
Bewertungen des Liedes wurden überschattet von etlichen Skandalen und Gerüchten um das Gesangsduo, viele Kritiker schrieben aber, das Stück hebe sich deutlich von anderen Pop-Produktionen ab. Die British Broadcasting Corporation schrieb in ihrer Musikkolumne, dass t.A.T.u durch das „freche Musikvideo“ und „ihre freche Art einen Haufen von Platten verkaufen werden“, und bezeichnete das Lied als „Rock-angehauchtes Fest, mit engelhaftem Gesang und einem üppigen 80er-Jahre Gefühl“. Darüber hinaus wurde die Melodie als sehr eingängig beschrieben. James Delingpole vom britischen Daily Telegraph lobte das Lied als „ganz und gar fantastisch“, und als „zynischen und gut verarbeiteten Pop“.
Das US-amerikanische Billboard Magazine stellte dem Lied ebenfalls eine gute Kritik aus. All the Things She Said enthalte „lieblich gesungene Verse und einen angsterfüllten Refrain“, und gepaart mit dem Synthesizer-Wirbel handele es sich um „ein durchschlagendes und vielversprechendes Debüt“. Auf drownedinsound.com wurde das Lied als „leidenschaftlicher, schwindelerregender Pop“ bezeichnet.

## Kommerzieller Erfolg

### Chartplatzierungen
t.A.T.u.s erste englischsprachige Single hatte ihre ersten Charteinstiege im Oktober 2002 in Schweden und Finnland. Im November 2002 kam sie in der Schweiz auf den Markt, Ende 2002 wurde sie auch in Frankreich, Dänemark und den USA veröffentlicht. Sie schaffte es bis auf Platz zwei der Charts in Frankreich und stand dort drei Wochen lang. In Dänemark konnte sich die Single eine Woche an der Spitze der Charts halten. In den USA belegte die Single zwei Wochen Platz 20. In Frankreich konnte der Titel, trotz der Veröffentlichung kurz vor Jahresende, Platz 94 der Jahresendcharts 2002 erreichen. Im Folgejahr belegte sie mit über 250.000 verkauften Exemplaren Rang 16 der meistverkauften Singles 2003 in Frankreich.
In ihrer Heimat Russland belegte t.A.T.u.s erste englischsprachige Single 16 Wochen lang Platz eins der Charts. Dies waren lediglich zwei Wochen weniger als bei der russischsprachigen Version des Liedes, die die russische Hitparade insgesamt 18 Wochen lang angeführt hatte.
2003 veröffentlichten t.A.T.u. All the Things She Said in Österreich, Deutschland und in Großbritannien. Nachdem der Titel am 27. Januar 2003 auf den Markt kam, konnten innerhalb der ersten Woche mehr als 100.000 Singles im Vereinigten Königreich verkauft werden. Zu diesem Zeitpunkt stand die Single aber aufgrund hoher Import-Verkäufe bereits auf Platz 44 der UK-Singlecharts. Nach der Veröffentlichung erreichte die für den britischen Markt bestimmte Version auf Anhieb Platz eins. Es war t.A.T.u.s erster und einziger Nummer-eins-Hit in Großbritannien, und dort ebenfalls das erste Lied aus Russland, das die Spitzenposition der Charts erreichte. Nach vier Wochen an der Chartspitze der UK-Single-Charts wurde die CD mit einer Silbernen Schallplatte für mehr als 200.000 verkaufte Exemplare ausgezeichnet. Bis zum Jahresende wurden in Großbritannien insgesamt 336.000 Exemplare der Single abgesetzt. In den 2010 veröffentlichten britischen Decade-End-Charts (Charts des Jahrzehnts) wird die Verkaufszahl des auf Rang 137 stehenden Stücks mit 370.000 angegeben. Zehn Jahre später, am 17. Januar 2020, wurde die Single für 600.000 verkaufte Exemplare mit Platin ausgezeichnet.
Am 26. Januar 2003 wurde All the Things She Said in Neuseeland veröffentlicht. Nach sechs Wochen schaffte es die Single auf Platz eins der Charts, wo sie sich drei Wochen lang hielt. Später wurde das Lied mit einer Goldenen Schallplatte für mehr als 10.000 verkaufte Exemplare ausgezeichnet. Danach wurde t.A.T.u.s Single in Australien veröffentlicht. Dort konnte sich All the Things She Said zwei Wochen an der Spitze der Singlecharts halten. Auch in Australien handelte es sich um den ersten Nummer-eins-Hit aus Russland. Schließlich wurde die Single mit Platin für mehr als 70.000 verkaufte Singles ausgezeichnet.
In Rumänien kam die Single nicht über Platz 3 der Charts (Chartwoche vom 3. bis 9. Februar 2003) hinaus und verfehlte damit deutlich den Erfolg der zuvor in der rumänischen Hitparade gelisteten, russischsprachigen Veröffentlichung der Band Nas ne dogonjat, die vom 22. Juli bis zum 9. September 2002 sieben Wochen lang ununterbrochen die Spitzenposition belegt hatte. Auch in anderen osteuropäischen Staaten wie Russland, Polen und Bulgarien waren t.A.T.u. mit englischsprachigen Veröffentlichungen weniger erfolgreich als mit ihren älteren russischsprachigen Titeln, wenngleich die Resonanz in Westeuropa und Amerika umso größer war.
In Japan verkaufte sich die Single über 500.000 Mal, und rangierte gleichsam sieben Wochen lang auf Platz eins der Single-Charts.
All the Things She Said wurde mit sieben Goldenen und neun Platin-Schallplatten zu einem der größten Hits des Jahres 2003. Er platzierte sich auf Position drei der europäischen Singlecharts des Jahres 2003 und war darüber hinaus im Radio meistgespielter Titel eines Interpreten aus Kontinentaleuropa. In den deutschen „Charts des Jahrzehnts“ belegt das Stück laut der RTL-Chartshow Platz 57; in der Bestenliste The 500 Greatest Songs Since You Were Born der Musikzeitschrift Blender Platz 452.
| ChartsChartplatzierungen       | Höchstplatzierung | Wochen |
| ------------------------------ | ----------------- | ------ |
| Deutschland (GfK)              | 1 (19 Wo.)        | 19     |
| Österreich (Ö3)                | 1 (25 Wo.)        | 25     |
| Schweiz (IFPI)                 | 1 (32 Wo.)        | 32     |
| Vereinigte Staaten (Billboard) | 20 (20 Wo.)       | 20     |
| Vereinigtes Königreich (OCC)   | 1 (17 Wo.)        | 17     |

| ChartsJahrescharts (2003)    | Platzierung |
| ---------------------------- | ----------- |
| Deutschland (GfK)            | 5           |
| Österreich (Ö3)              | 4           |
| Schweiz (IFPI)               | 21          |
| Vereinigtes Königreich (OCC) | 6           |

### Auszeichnungen für Musikverkäufe
| Land/Region                  | Auszeichnungen für Musikverkäufe (Land/Region, Auszeichnung, Verkäufe) | Verkäufe  |
| ---------------------------- | ---------------------------------------------------------------------- | --------- |
| Australien (ARIA)            | Platin                                                                 | 70.000    |
| Belgien (BRMA)               | Platin                                                                 | 50.000    |
| Brasilien (PMB)              | Gold                                                                   | 30.000    |
| Dänemark (IFPI)              | Gold                                                                   | 10.000    |
| Deutschland (BVMI)           | 2× Platin                                                              | 600.000   |
| Frankreich (SNEP)            | Gold                                                                   | 250.000   |
| Griechenland (IFPI)          | Gold                                                                   | 10.000    |
| Italien (FIMI)               | Gold                                                                   | 50.000    |
| Neuseeland (RMNZ)            | Gold                                                                   | 7.500     |
| Norwegen (IFPI)              | 2× Platin                                                              | 20.000    |
| Österreich (IFPI)            | Gold                                                                   | 15.000    |
| Schweden (IFPI)              | Platin                                                                 | 30.000    |
| Schweiz (IFPI)               | Platin                                                                 | 40.000    |
| Spanien (Promusicae)         | Gold                                                                   | 30.000    |
| Vereinigtes Königreich (BPI) | Platin                                                                 | 600.000   |
| Insgesamt                    | 8× Gold · 9× Platin ·                                                  | 1.812.500 |

## Sonstiges
Dem Lied E.T. der US-amerikanischen Sängerin Katy Perry wurde bei seiner Veröffentlichung 2010 unterstellt, überaus stark an All the Things She Said zu erinnern. Die Akkorde, der Rhythmus sowie der Refrain weisen eine Vielzahl von Gemeinsamkeiten auf. Matthew Cole vom Slant Magazine schrieb in einer Kolumne, der Komponist von E.T., Dr. Luke, „schnappt sich die Hintergrundmusik von t.A.T.u.s Lied All the Things She Said, vermutlich als Anerkennung für seine Vorgänger auf dem Feld des ausbeuterischen Dance Floor-Schunds.“

## Titelliste der Single
U.S. CD-Single
1. All the Things She Said (Radio-Version)
2. All the Things She Said (Dave Audé Extension 119 Club-Edit)
3. All the Things She Said (Musik-Video)
4. Behind the Scenes with Lena & Julia (Part 1)

- Fotos

Russische CD-Single
1. All the Things She Said (Radio-Version)
2. Ja soschla s uma (Bonustrack)
3. All the Things She Said (HarDrum-Remix)
4. All the Things She Said (Musik-Video)

Europäische Maxi-Single
1. All the Things She Said (Radio-Version)
2. Stars (Bonustrack)
3. All the Things She Said (Dave Audé Extension 119 Club Vocal-Mix)
4. Ja soschla s uma (Russische Version von All the Things She Said)

Neuseeland-CD-Single
1. All the Things She Said (Radio-Version)
2. Stars (Bonustrack)
3. All the Things She Said (Dave Audé Extension 119 Club-Edit)
4. Ja soschla s uma (Russische Version von All the Things She Said)
5. All the Things She Said (Musik-Video)

Europäische 2-Track-Single
1. All the Things She Said (Radio-Version)
2. Stars (Bonustrack)

UK CD-Single
1. All the Things She Said (Radio-Version)
2. All the Things She Said (Dave Audé Extension 119 Club-Edit)
3. Stars (Bonustrack)
4. All the Things She Said (Video)

UK 2-Track-Single
1. All the Things She Said (Radio-Version)
2. Stars (Bonus-Track)

Japan-Version
1. All the Things She Said (Radio-Version)
2. All the Things She Said (Dave Audé Extension 119 Club Vocal-Mix)
3. All the Things She Said (Mark!s Intellectual-Vocal-Mix)
4. All the Things She Said (Blackpulke-Remix)
5. All the Things She Said (Instrumental-Version)